# 魔鬼終結者Zero
《魔鬼終結者Zero》（日语：ターミネーター0）是一部2024年美日科幻動作動畫系列，由麥特森·湯姆林開創，改編自詹姆斯·卡麥隆及蓋爾·安妮·赫德創作的經典系列《终结者电影系列》。
該系列由日本動畫工作室Production I.G和天空之舞传媒為Netflix製作，工藤昌史擔任導演，全八集，於2024年8月29日全球首播。

## 劇情大綱
1997年的東京，馬爾科姆·李是一位致力於人工智慧研究的科學家，他正全力開發一個名為「心」的AI系統，這個系統旨在與即將崛起的天網進行競爭。
然而在「審判日」的前夕，李和他的三個孩子突然成為未知機器人刺客的目標，這個刺客的來歷和目的都充滿謎團。
同時，一名來自2022年的神秘士兵被派遣到1997年，任務是保護李一家，確保他們不會被機器人刺客消滅。

## 配音
終結者
配音：蒂莫西·奥利芬特（英語）、間宮康弘（日語）
一名機械人刺客，被派回過去刺殺馬爾科姆·李。但它的真正任務是摧毀與天網競爭的人工智慧系統「心」，而實際上派它回到過去的是另一個時間線的健太·李所派來的
英子
配音：水野索諾亞（英語）、行成桃姬（日語）
一名來自2022年的抵抗軍士兵，她被派來保護馬爾科姆和他的孩子們免受終結者的威脅，並阻止“心”系統的啟動。
馬爾科姆·李
配音：安德烈·荷蘭（英語）、内田夕夜（日語）
科學家，正在開發一個與天網競爭的人工智慧系統。實際上他是英子未來的兒子
美咲
配音：蘇瑪莉·蒙塔諾（英語）、早見沙織（日語）
馬爾科姆的管家兼李家孩子們的保母。
健太·李
配音：亞曼尼·傑克森（英語）、下野紘（日語）
馬爾科姆的長子。
麗華·李
配音：吉第安·阿德龙（英語）、佐藤美由希（日語）
馬爾科姆的獨生女。
浩·李
配音：卡特·羅克伍德（英語）、石上靜香（日語）
馬爾科姆的小兒子。
心
配音：罗莎里奥·道森（英語）、種崎敦美（日語）
由馬爾科姆·李開發的人工智慧系統，是日本對天網的回應。
先知
配音：安·多德（英語）、橫尾麻里（日語）
抵抗軍的精神和哲學領袖。
安妮
配音：茱麗·內森遜（英語）、下山田綾華（日語）
英子在2022年的抵抗軍戰友。

## 集數
| 集數 | 標題      | 導演     | 編劇          | 上線日期      |
| ---- | --------- | -------- | ------------- | ------------- |
| 1    | Model 101 | 工藤昌史 | 麥特森·湯姆林 | 2024年8月29日 |
| 2    | Model 102 | 工藤昌史 | 麥特森·湯姆林 | 2024年8月29日 |
| 3    | Model 103 | 工藤昌史 | 麥特森·湯姆林 | 2024年8月29日 |
| 4    | Model 104 | 工藤昌史 | 麥特森·湯姆林 | 2024年8月29日 |
| 5    | Model 105 | 工藤昌史 | 麥特森·湯姆林 | 2024年8月29日 |
| 6    | Model 106 | 工藤昌史 | 麥特森·湯姆林 | 2024年8月29日 |
| 7    | Model 107 | 工藤昌史 | 麥特森·湯姆林 | 2024年8月29日 |
| 8    | Model 108 | 工藤昌史 | 麥特森·湯姆林 | 2024年8月29日 |

## 製作
2021年2月，Netflix宣布將推出《魔鬼終結者》的動畫影集。動畫將由Production I.G和天空之舞传媒共同製作。麥特森·湯姆林擔任節目統籌，工藤昌史擔任導演。這部動畫最初暫稱《魔鬼終結者：動畫系列》（Terminator: The Anime Series）為標題，直到2023年，Netflix在「Geeked Week」活動上正式揭示了該系列的細節，宣布故事設定於1997年，並圍繞全新的角色展開。
動畫系列的劇本最初由麥特森·湯姆林以英語撰寫，隨後翻譯成日語，這也是動畫製作時所使用的主要語言。在製作過程中，湯姆林特別為英語配音進行了二次改寫，使台詞更符合日語動畫的表現形式。湯姆林表示，這部動畫將《魔鬼終結者》系列的所有前作都視為正史，並在此基礎上發展新的故事線。
製作方Production I.G希望動畫能融入更多日本文化元素，最終決定將故事設定在日本，並引入了文化差異，如民間更少有槍支可用的情景。
2024年6月，蒂莫西·奥利芬特被選為該系列中終結者的配音演員。隨後公佈的角色照中還包括了其他主要配音演員，包括如水野索諾亞、安德烈·荷蘭、罗莎里奥·道森和安·多德。

## 發布
2024年8月6日，在正式發布前，整部系列的八集內容意外洩漏到網路上，Netflix仍按原計劃於2024年8月29日正式上線該系列，值得注意的是，該天恰好與劇中設定的「審判日」日期一致。

## 迴響
《魔鬼終結者Zero》獲得評論界的廣泛好評。在评论聚合网站爛番茄上，23位評論家的96%的評價為正面，平均評分為7.5/10。該網站的一致意見為：「《魔鬼終結者》擺脫了過去系列的束縛，以獨立的姿態講述了一個精緻的科幻故事，這部觸感強烈的動畫充分展現了其自身的獨特魅力。」在Metacritic上，基於10位評論家的評分，該系列獲得了68分（滿分100分），表明「普遍好評」。

## 外部連結
- 在Netflix上觀看《魔鬼終結者Zero》
- 互联网电影数据库（IMDb）上《魔鬼終結者Zero》的资料（英文）

#invoke: Navbox